# Radicchio

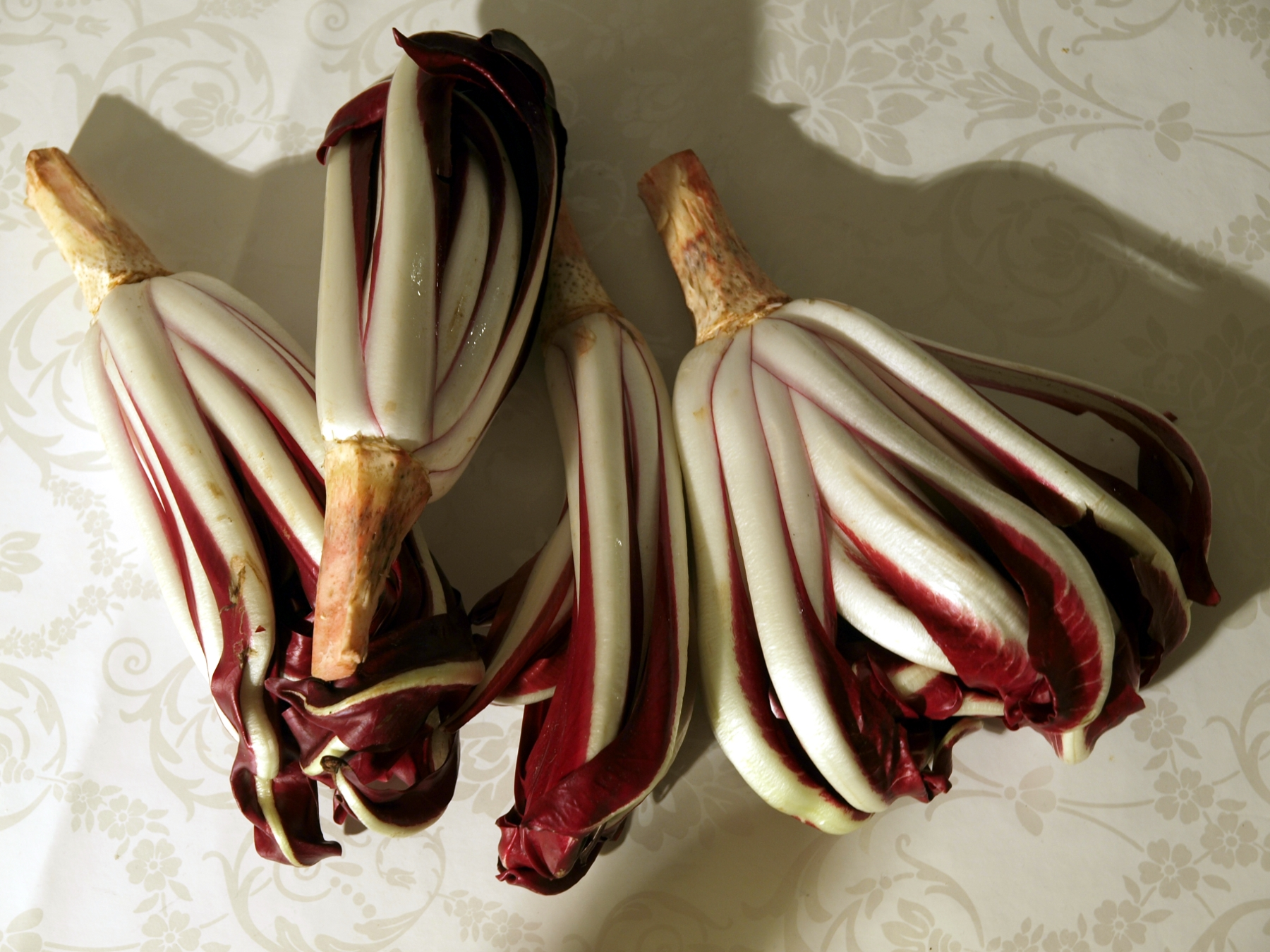
Du marché du Rialto., radicchio de Trevise, tardif.

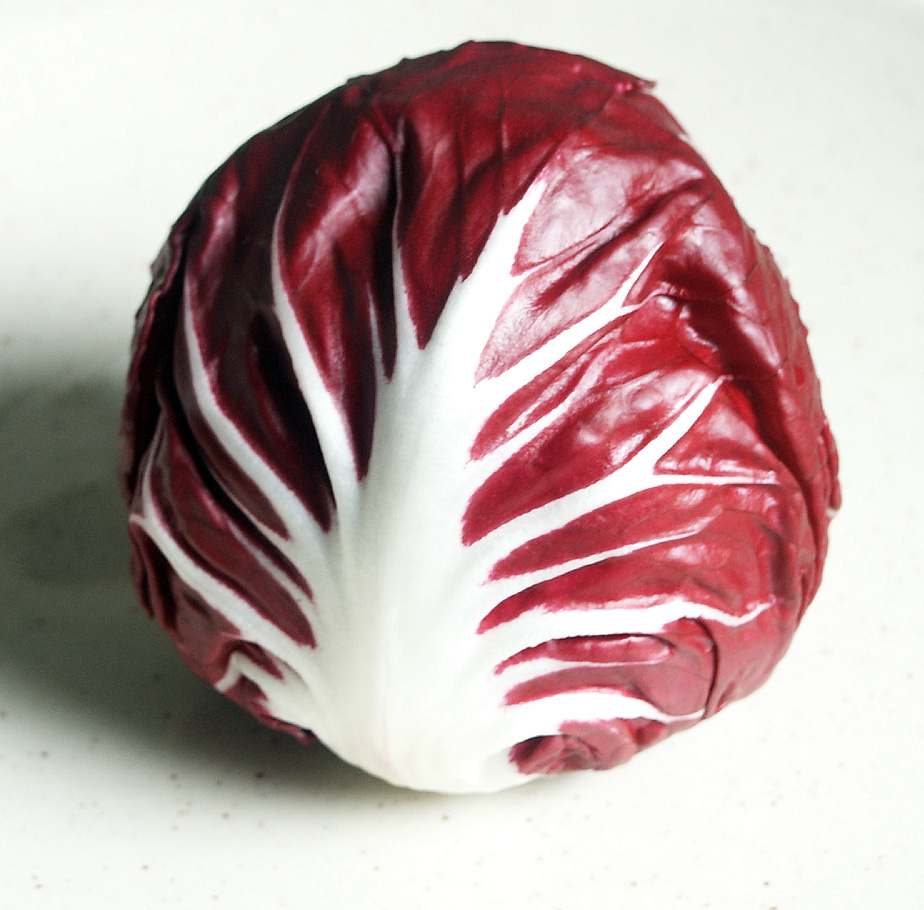
Radicchio de Chioggia.

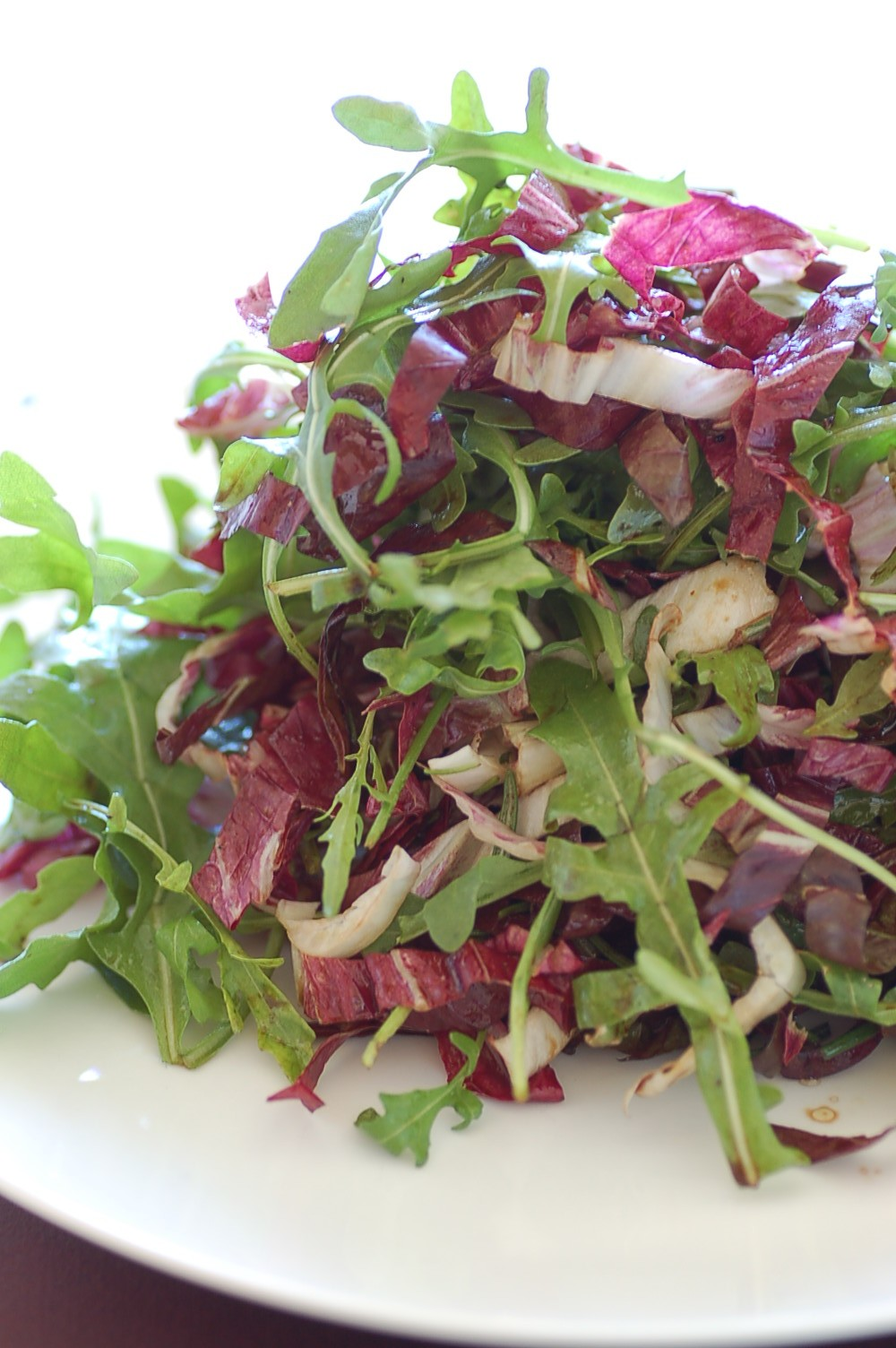
Roquette et radicchio.

Le radicchio (vénitien : radicio), parfois nommé « trévise », est un cultivar à feuilles rouges de la variété cultivée foliosum, issue de la chicorée sauvage (Cichorium intybus). Le radicchio est de la même variété (Cichorium intybus var. foliosum) que la plante qui donne l'endive et cette salade utilisée en cuisine possède un goût similaire. D'origine italienne, il est principalement produit en Vénétie.

## Caractéristiques
Le radicchio forme un bouquet grossièrement sphérique, aux feuilles arrondies de couleur rouge foncé, nervurées de blanc. Sa consistance est croquante et son goût doux ou légèrement amer, surtout dans le type tardif.

## Histoire
Pline l'Ancien a déclaré dans Naturalis Historia que le radicchio était utile pour purifier le sang et aider les insomniaques. Le radicchio contient de l'intybine, un sédatif / analgésique, ainsi qu'un type de flavonoïde appelé anthocyane.
La culture moderne de la plante a commencé au XVe siècle dans les régions de la Vénétie, du Frioul-Vénétie Julienne et du Trentin en Italie, mais le radicchio rouge foncé d'aujourd'hui a été conçu en 1860 par l'agronome belge Francesco Van den Borre qui a utilisé une technique appelée imbianchimento (blanchiment, en italien), processus blanchissant afin de créer les feuilles rouge foncé veinées de blanc. Pour cela, les plantes sont extraites du sol et placées dans l'eau, dans des hangars obscurcis, où le manque de lumière et l'inhibition de la production de chlorophylle qui en résulte font perdre aux plantes leur pigmentation verte.

## Dénomination
Le radicchio se subdivise en quatre dénominations labellisées Indicazione geografica protetta :
- Radicchio di Chioggia
- Radicchio di Verona
- Radicchio Rosso di Treviso (Chicorée rouge de Trévise)
- Radicchio Variegato di Castelfranco.

Ensuite, les dénominations se différencient par deux types : le « type précoce » et le « type tardif » caractérisés chacun par une période d'ensemencement, de récolte et de rendement maximum à l'hectare... En outre, lors de sa commercialisation, le radicchio IGP doit présenter une traçabilité du produit, un toilettage précis et soigné ainsi qu'un étiquetage spécifique conforme à son cahier des charges.

## Usages
Le radicchio peut être consommé cru ou cuit. Après infusion et distillation, le radicchio rosso di Treviso (variété tardive) produit un délicat amaro.
Il est souvent dégusté simplement grillé à l'huile d'olive, mais peut également se déguster en salade, en accompagnement de tapenades, ou ajouté dans une recette de pâtes. Il peut entrer dans la confection du pinzimonio, une recette de crudités italienne.
La plante peut être utilisée comme base de teinture pour les tissus et lainages. [réf. nécessaire]